# North Apollo
North Apollo är en kommun av typen borough i Armstrong County i Pennsylvania. Vid 2010 års folkräkning hade North Apollo 1 297 invånare.